# Friedrich Czapek
Friedrich Johann Franz Czapek, född den 16 maj 1868 i Prag, död den 31 juli 1921 i Leipzig, var en tysk växtfysiolog.
Czapek, som blev medicine doktor 1892, ägnade sig därefter åt botaniken och blev filosofie doktor 1894. Han blev extra ordinarie professor i botanik vid den tyska tekniska högskolan i Prag 1896, professor i botanik vid tyska universitetet i Cernauti 1902, vid tyska universitetet i Prag 1909 och i Leipzig 1921. Czapeks mångsidiga och omfattande fysiologiska forskning behandlar främst retbarheten och växterna. Hans stora livsverk är dock Biochemie der Pflanzen (3 band, 3:e upplagan 1922-25).